# شهستان پهلوی

ماکت بخشی از پروژه شهستان پهلوی

شَهِستان پهلوی، نام یک مجموعه بزرگ شهری در زمین‌های منطقه عباس‌آباد تهران بود که اجرای آن در سال ۱۳۵۴ در زمان محمدرضا پهلوی شروع شد ولی در طرح آمایش سرزمین ۱۳۵۴ ستیران آرمان‌گرایانه اما ناپایدار و مخاطره‌آمیز برای توسعه کشور و شهر تهران قلمداد شد و با وقوع انقلاب ۱۳۵۷ ایران هیچ‌گاه بطور کامل اجرایی نشد. بخشی از این طرح احداث یک برج مخابراتی مانند برج میلاد امروزی بود (طراحی و ساخت برج میلاد در سال ۱۳۷۰ آغاز شد و در سال ۱۳۸۷ به پایان رسید).
«شهستان پهلوی»، که توسط معمار و شهرساز بریتانیایی، «لویلین دیویز» (Llewelyn Davies)، طراحی شده بود، قرار بود که در تپه‌های عباس‌آباد در تهران ساخته شود، یکی از بخش‌های این طرح برج شیر و خورشید بود که قرار بود یک برج به شکل پرچم ایران ساخته شود و در وسط آن مجسمه شیر و خورشید قرار گیرد.
این مجموعه دارای یک میدان بزرگ به نام «شاه و ملت» و کاربری‌های متعدد سیاسی، اداری، خدماتی، فرهنگی، تالارهای موسیقی، تماشاخانه‌ها، مرکز تجارت جهانی، فروشگاه‌ها و ایستگاه‌های مترو بود که می توانست پروژه‌ای برای نمایش توانایی‌ها و دستاوردهای نوین کشور و ساختن چهره‌ای بین المللی از پایتخت باشد.
در طرح جامع این مجموعه سال ۱۳۴۸، ایجاد محله جدیدی برای امور اداری، سیاسی و بین‌المللی (که تمامی سفارت خانه‌های کشورها در ایران غیر از سفارت بریتانیا و  چین به شهستان پهلوی منتقل می‌شدند) پیش‌بینی شده بود و در اواخر سال ۱۳۵۳ با ترقی قیمت نفت امکان تأمین منابع مالی پروژه‌های عمرانی فراهم شد. پیش‌بینی شده بود که بناهایی برای دستگاه‌های اداری کشوری، شهرداری، فعالیت‌های فرهنگی، تجاری و پذیرایی اختصاص یابد.
میدان وسیع و مرکزی شاه و ملت از میدان شاه در اصفهان و میدان سرخ در مسکو نیز وسیع‌تر بود و به برگزاری مراسم های بزرگ ملی اختصاص داشت. فضاهای عمومی باز مانند پارک‌ها و باغ‌ها و راه‌های ارتباطی، این فضای باشکوه را به خود اختصاص می‌دادند.

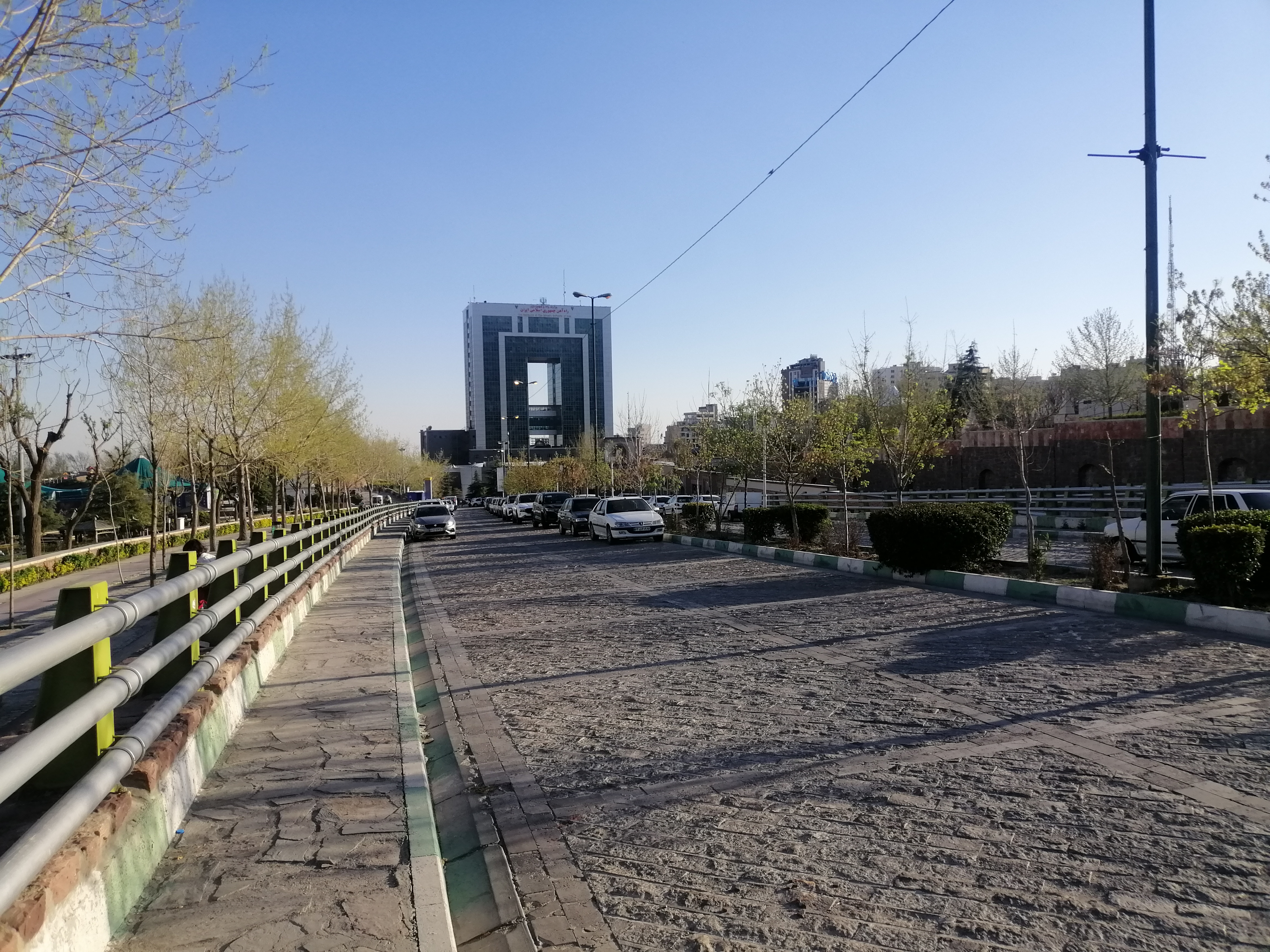
وضعیت کنونی منطقه ساختمان اداری راه‌آهن در کنار پارک آب و آتش

در سال ۱۳۵۷، ساخت اولین تونل متروی تهران در منطقه شهستان پهلوی آغاز و انجام شد. این بخش از خط ۱ مترو تهران قرار بود که دارای چهار ایستگاه در منطقه شهستان پهلوی باشد که ایستگاه اول آن در زیر بلوار شهبانو فرح، ایستگاه دوم در زیر میدان ۲۴ اسفند، ایستگاه سوم در زیر بلوار داریوش بزرگ و ایستگاه چهارم در زیر بلوار محمدرضاشاه احداث شود.
پس از انقلاب ۱۳۵۷، این زمین‌ها که از جنوب به خیابان شهید بهشتی (عباس‌آباد)، از غرب به اتوبان مدرس (شاهنشاهی)، از شرق به جلفا و داودیه و از شمال به میرداماد - حقانی(جهان کودک) - ختم می‌شد، بخش غربی از آن ها به ساختمان‌های اداری بوستان آب و آتش، بخش شرقی به کتابخانه ملی ایران و باغ کتاب تهران و بخش جنوبی نیز به مصلی تهران و پایانه بیهقی تبدیل شد.